# Châtillon (Fribourg)
Châtillon is een gemeente in het district Broye van het kanton Fribourg in Zwitserland.

## Geografie
Châtillon wordt door de gemeente Font van het meer van Neuchâtel afgesneden. Verder grenst ze aan Châbles en Lully. van de Le Purgatoire is zowel de Jura als de Alpen met de Mont Blanc te zien. De gemeente omvat 1,30 km².
- Hoogste punt: 607 m
- Laagste punt: 495 m

## Bevolking
De gemeente heeft 288 inwoners (2003). De meerderheid in Châtillon is Franstalig (86%) en Rooms-Katholiek (64%). Slechts 25% is protestant.

## Economie
Drie kwart van de bevolking werkt in de primaire sector (landbouw). Voor de rest werkt men in de dienstverlening.

## Geschiedenis
Archeologische vondsten in La Vuardaz vertellen dat de plaats in de Gallische-Romeinse tijd bewoond werd. De gemeente is autonoom sinds 1801.